# Pavel Ignatovich
Pavel Ignatovich (San Petersburgo, Rusia, 24 de mayo de 1989) es un futbolista ruso. Juega de delantero y su equipo actual es el Ermis Aradippou de la Primera División de Chipre.

## Clubes
| Club                     | País   | Año           | PJ | Goles |
| ------------------------ | ------ | ------------- | -- | ----- |
| Zenit de San Petersburgo | Rusia  | 2010          |    |       |
| FC Khimki (Cedido)       | Rusia  | 2010          | 18 | 5     |
| Dynamo Bryansk           | Rusia  | 2011 - 2012   | 7  | 1     |
| Amkar Perm               | Rusia  | 2012 - 2013   | 14 | 3     |
| FC Dinamo Moscú          | Rusia  | 2013          | 7  | 0     |
| Tom Tomsk (Cedido)       | Rusia  | 2014          | 25 | 1     |
| Mordovia Saransk         | Rusia  | 2014-2016     | 52 | 3     |
| Ermis Aradippou          | Chipre | 2016-presente |    |       |